# Feliks Edmundovič Dzeržinski
Feliks Edmundovič Dzeržinski (poljsko Feliks Edmundowicz Dzierżyński, rusko Феликс Эдмундович Дзержинский), poljsko-ruski boljševik, politik in obveščevalec, * 11. september (30, avgust, ruski koledar) 1877, Dzeržinovo (Dzjaržinava), Ruski imperij (danes Belorusija), † 20. julij 1926, Moskva, Sovjetska zveza (danes Rusija).
Dzeržinski je najbolj znan kot ustanovitelj in vodja Čeke in poznejše GPU. Med letoma 1921 in 1924 je bil tudi minister za notranje zadeve in za komunikacije ter vodja Vesenke in od 1924 tudi kandidat za člana politbiroja CK RKP(b).
Po njem so nato poimenovali šest mest v Sovjetski zvezi.